# Greimerath (Eifel)
Pour l’article homonyme, voir Greimerath (Trèves-Sarrebourg).
Greimerath est une municipalité allemande située dans le land de Rhénanie-Palatinat et l'arrondissement de Bernkastel-Wittlich.